# Coenocyathus caribbeana
Espèce
Coenocyathus caribbeana est une espèce de coraux appartenant à la famille des Caryophylliidae.